# Thomas Milles
Thomas Milles (1550-1627) fue un diplomático y funcionario de aduanas inglés bastante radical y extremista en el planteamiento de sus medidas propuestas, a las que nadie hizo caso. 

## Biografía
Proponía medidas de lo que hoy llamaríamos "competencia disciplinada" o "competencia limitada" mediante diversas trabas y limitaciones comerciales. Quería restringir el comercio de exportación a ciertas compañías y ciudades, planteaba la supervisión de los comerciantes extranjeros por los inspectores locales y buscaba implantar "Estatutos de empleo" que obligarían a los comerciantes extranjeros a emplear el dinero procedente de una importación en la adquisición de mercancías inglesas.
Criticó a los banqueros tanto como a las Compañías Reguladas. "El intercambio de mercancías es tal laberinto de errorres y prácticas privadas, que aunque los reyes lleven la corona y parezcan reinar en forma absoluta, cuando los banqueros particulares, las sociedades particulares de mercaderes y las personas ambiciosas, que sólo buscan su propia ganancia, hacen que aquellos suspendan sus consejos, contrlando sus sistemas de gobierno (...) convierten a los reyes en súbditos y a los vasallos en reyes".
- Datos: Q6146090